# Медалі Національного банку України
Національний банк України протягом 1998—2010 років випустив близько 40[джерело?] пам'ятних медалей:
| Назва                                                                                                 | Серія                   | Зображення (аверс) | Дата заснування |
| --- | ----------------------- | ------------------ | --------------- |
| «10 років Незалежності України»                                                                       | —                       |                    | 2001            |
| «Всесвітній союз операторів реакторів»                                                                | —                       |                    | 2006            |
| «230-річчя Дніпропетровська»                                                                          | —                       |                    | 2006            |
| «Українська Академія банківської справи Національного банку України»                                  | —                       |                    | 2006            |
| «Рівненська АЕС — Енергоатом»                                                                         | —                       |                    | 2004            |
| «Національна гірнича академія України»                                                                | —                       |                    | 1999            |
| «Агапіт Печерський»                                                                                   | —                       |                    | 2003            |
| «20 років Чорнобильської аварії»                                                                      | —                       |                    | 2006            |
| «Тарас Шевченко»                                                                                      | —                       |                    | 1999            |
| «Верховна Рада України»                                                                               | —                       |                    | 2001            |
| «М. В. Остроградський»                                                                                | —                       |                    | 2001            |
| «10 років Промінвестбанку»                                                                            | —                       |                    | 2002            |
| «350 років Сумам»                                                                                     | —                       |                    | 2005            |
| «10 років Державному казначейству»                                                                    | —                       |                    | 2005            |
| «Вадим Гетьман»                                                                                       | —                       |                    | 2005            |
| «Хмельницька АЕС — Енергоатом»                                                                        | —                       |                    | 2004            |
| «Харківський національний університет ім. В. Н. Каразіна — 200 років»                                 | —                       |                    | 2004            |
| «60 років визволення України від німецько-фашистських загарбників»                                    | —                       |                    | 2004            |
| «170 років Київському національному університету імені Тараса Шевченка»                               | —                       |                    | 2004            |
| «70 років Дніпровської ГЕС»                                                                           | —                       |                    | 2002            |
| «На честь візиту Глави Держави Ватикан Папи Іоанна Павла II»                                          | —                       |                    | 2001            |
| «950 років Свято-Успенській Києво-Печерській Лаврі»                                                   | —                       |                    | 2001            |
| «10 років митній службі України»                                                                      | —                       |                    | 2001            |
| «Асоціація професійних видів єдиноборств»                                                             | —                       |                    | 2000            |
| «Анна Ярославна — королева Франції»                                                                   | —                       |                    | 2000            |
| «55 років Інституту міжнародних відносин Київського національного університету імені Тараса Шевченка» | —                       |                    | 1999            |
| «VI Зустріч Президентів країн Центральної Європи»                                                     | —                       |                    | 1999            |
| «За сприяння розвитку науки»                                                                          | —                       |                    | 1998            |
| «Українська фондова біржа»                                                                            | —                       |                    | 1998            |
| «Щорічні збори ЄБРР у Києві»                                                                          | —                       |                    | 1998            |
| «100 років Київському політехнічному інституту»                                                       | —                       |                    | 1998            |
| «Київські Відомості»                                                                                  | —                       |                    | 2007            |
| «Богдан Хмельницький»                                                                                 | Ukraina Terra Cosacorum |                    | 2007            |
| «Іван Брюховецький»                                                                                   | Ukraina Terra Cosacorum |                    | 2007            |
| «Павло Тетеря»                                                                                        | Ukraina Terra Cosacorum |                    | 2007            |
| «Михайло Дорошенко»                                                                                   | Ukraina Terra Cosacorum |                    | 2007            |
| Петро Дорошенко                                                                                       | Ukraina Terra Cosacorum |                    | 2008            |
| «Іван Мазепа»                                                                                         | Ukraina Terra Cosacorum |                    | 2007            |
| «Роксолана»                                                                                           | —                       |                    | 2007            |
| «Петро Сагайдачний»                                                                                   | Ukraina Terra Cosacorum |                    | 2009            |
| «Пилип Орлик»                                                                                         | Ukraina Terra Cosacorum |                    | 2009            |
| Іван Виговський                                                                                       | Ukraina Terra Cosacorum |                    | 2009            |
| «На честь інавгурації Президента України Л. Д. Кучми»                                                 | —                       |                    | 1999            |
| «На честь інавгурації Президента України В. А. Ющенка»                                                | —                       |                    | 2005            |
| «На честь інавгурації Президента України В. Ф. Януковича»                                             | —                       |                    | 2010            |

| Іван Виговський 
| Ukraina Terra Cosacorum
|
| 2009
|-----